# Fudbalski klub Mladost GAT Novi Sad
Il Fudbalski klub Mladost GAT Novi Sad, meglio noto come FK Mladost GAT (in serbo ФК Младост ГАТ?), è una società calcistica serba con sede a Novi Sad, in Vojvodina. Milita nella Prva Liga Srbija, la seconda divisione del campionato serbo.
Ha esordito in massima serie nella stagione 2022-2023, dopo avere vinto il campionato di Prva Liga.

## Storia
Il Fudbal klub Mladost GAT di Novi Sad è stato fondato nel 1972 e lo stadio del club, la GAT Arena, recentemente rinnovata per le cresciute esigenze del club, si trova nella parte occidentale della città, nel quartiere Satelit.
Il club non si segnala per particolari risultati, disputando campionati minori fino alla stagione 2018/19, quando al termine di una dura battaglia con il TSK Temerin, vince la Novosadska Liga, assicurandosi un posto nella Vojvođanska liga Jug, uno dei gironi della Zonska liga, la quarta divisione nazionale. Il successo dá il via ad un'ascesa vertiginosa del club che, nella stagione d'esordio si conferma vincente conquistando la promozione in Srpska Liga.
La stagione 2020-2021 è addirittura trionfale, la promozione arriva con largo anticipo, conquistata grazie ai 17 punti in più rispetto alla seconda classificata, l'OFK Vršac. Lo spareggio per la promozione in Prva Liga vede come avversario il FK Teleoptik Zemun, vincitore della Srpska Liga Beograd. Dopo aver pareggiato la partita di andata 1-1 alla GAT Arena, il Mladost vince 2-1 a Zemun ed è promosso in Prva Liga.
Il successo del Mladost non si arresta e nella stagione d'esordio termina la regular season al secondo posto, conquistando poi la promozione terminando al primo posto il girone play off. Per la prima volta dalla sua fondazione, la stagione 2022-2023 vede il club partecipare alla Superliga.

## Stadio
Il Mladost GAT ha sempre giocato le proprie partite casalinghe alla GAT Arena, un modesto impianto costruito negli anni '50 del secolo scorso, situato nel quartiere Satelit. 
I recenti successi del club hanno reso necessari lavori di ristrutturazione ed ampliamento dello stadio che hanno portato la capienza fino agli attuali 1 500 posti a sedere, disposti su una tribuna principale capace di ospitare 1 000 spettatori, con una parte centrale coperta, oltre a due piccole tribune sul lato opposto, una delle quali destinata ai tifosi ospiti. L'impianto è ubicato in Bulevar Jovana Dučića 39, ha il prato in erba naturale e non è ancora dotato di impianto di illuminazione.

## Palmarès

### Competizioni nazionali
- Prva Liga Srbija: 1

2021-2022